# Frauen und Kinder zuerst!
Frauen und Kinder zuerst!, auch Birkenhead Drill ist ein Verhaltenskodex, laut dem Frauen und Kinder in lebensgefährlichen Situationen zuerst gerettet werden sollten, zum Beispiel beim Sinken eines Schiffes mit einer beschränkten Anzahl von Rettungsbooten.

## Geschichte

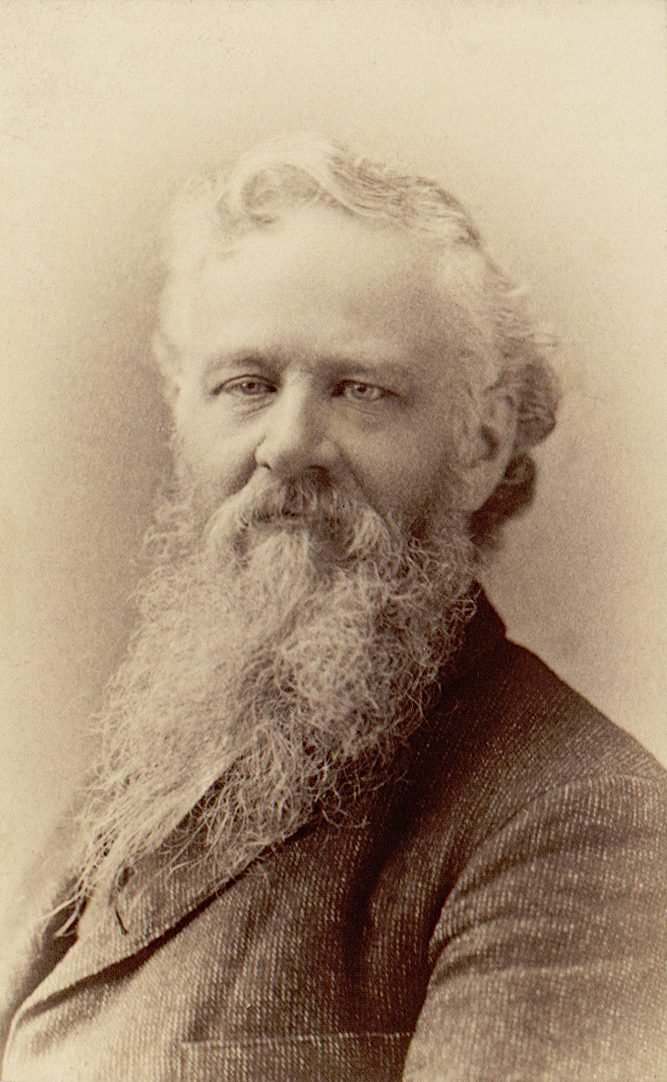
William Douglas O’Connor, der die Phrase „Frauen und Kinder zuerst“ als erster veröffentlicht hat.

Während des 19. und frühen 20. Jahrhunderts hatten Schiffe oft nicht genügend Rettungsboote, um im Notfall alle Passagiere und die Besatzung aufzunehmen.

### Frühe Berichte
Einer der ersten dokumentierten Berichte der Handlungsmaxime women and children first stammt von einem Passagier des Transportschiffes Poland vom 25. Mai 1840. Die Poland hatte 24 Passagiere und insgesamt waren 63 Personen an Bord, darunter sieben Frauen und vier Kinder, als am 16. Mai 1840 ein Feuer ausbrach. Ein Passagier, ein französischer Händler, bestand – unter allgemeiner Zustimmung – darauf, Frauen und Kinder zuerst in das Rettungsboot zu bringen. Die gesamte Besatzung und alle Passagiere der Poland konnten am dritten Tag auf See gerettet und sicher nach New York zurückgebracht werden.
Bei einem weiteren Schiffsunglück, dem Untergang der Abercrombie Robinson in der Tafelbucht am 27. Mai 1842, wurde dieselbe Maxime befolgt und die etwa 70 Frauen und Kinder zuerst in die Rettungsboote gebracht. Durch die Autorität zweier Truppenkapitäne und die daraus resultierende Disziplin konnten alle Passagiere gerettet werden. Der schottische Exzentriker und Dichter William McGonagall (im englischsprachigen Raum als „schlechtester Dichter aller Zeiten“ angesehen) setzte diesem dramatischen Vorfall mit glücklichem Ende ein Denkmal mit seinem eigenwilligen Werk The Wreck of the Abercrombie Robinson.

### Birkenhead Drill

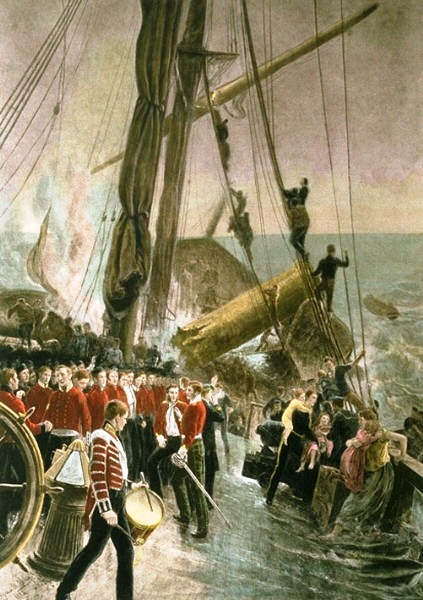
Soldaten verbleiben auf der sinkenden HMS Birkenhead, während Frauen und Kinder ein Rettungsboot besteigen (Gemälde von Thomas Hemy um 1892).

Die Anwendung, die zur Namensgebung Birkenhead Drill führte, ereignete sich 1852 bei der Evakuierung des Truppentransportschiffs HMS Birkenhead und ersetzte das bis zu diesem Zeitpunkt übliche „Rette sich, wer kann!“. In der Literatur taucht der Ausspruch dann zum ersten Mal in dem 1860 von William Douglas O’Connor veröffentlichten Roman Harrington: A Story of True Love auf. In Deutschland betrachtete die Monatsrundschau in ihrer Ausgabe von 1865 diese in Amerika übliche Vorgehensweise als „übergroße Rücksicht gegen das schöne Geschlecht“.

### RMS Titanic

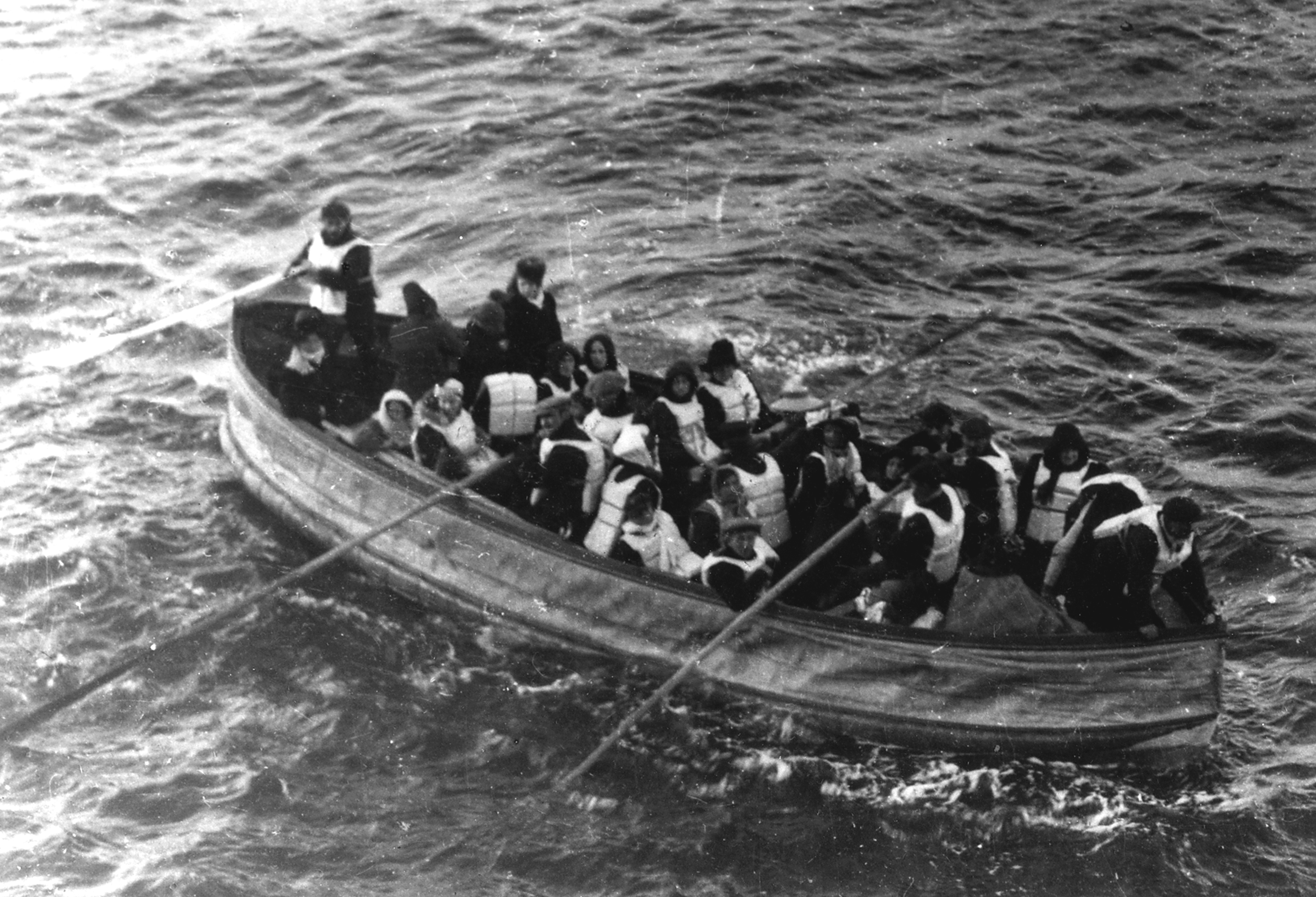
Schiffbrüchige der Titanic in einem Rettungsboot

Die Regel ist vor allem durch den Untergang der Titanic 1912 bekannt geworden. Der Zweite Offizier schlug Kapitän Smith vor: „Sollten wir nicht die Frauen und Kinder in die Boote bringen, Sir?“ worauf der Kapitän antwortete: „Frauen und Kinder in die Boote und diese ablassen!“ Die Offiziere interpretierten diesen Befehl unterschiedlich: Der zweite Offizier Lightoller, der während der Evakuierung die Aufsicht über die Backbordseite hatte, ließ nur Frauen und Kinder einsteigen, was dazu führte, dass auch völlig unterbesetzte Boote zu Wasser gelassen wurden. Der erste Offizier Murdoch auf der Steuerbordseite ließ auch Männer und Besatzungsmitglieder in ein Boot, wenn keine Frauen oder Kinder in der Nähe und bereit waren, eines zu besteigen. Daher wurden 74 % der Frauen und 52 % der Kinder gerettet, aber nur 20 % der Männer.

### Bemerkungen zum Seerecht
Die Regel hat im Seerecht kein Äquivalent und laut dem Evakuierungsexperten Ed Galea von der University of Greenwich wird heute den hilfsbedürftigsten Menschen zuerst geholfen, also nicht unbedingt den Frauen, sondern Verletzten, Alten und kleinen Kindern. Darüber hinaus zeigt eine Studie der Universität Uppsala, dass die Anwendung der Regel in der Praxis eher eine Ausnahme ist.
In vielen Ländern gelten aber das „vorzeitige Verlassen des Schiffs durch die Schiffsführung“ und das „Zurücklassen Hilfsbedürftiger“ als strafbare Handlungen (z. B. Codice della Navigazione §§ 303, 1097), d. h. der Kapitän geht als Letzter von Bord.

## Wirkung
Eine Auswertung von Mikael Elinder und Oscar Erixson von der schwedischen Uppsala Universität ergab bei insgesamt 18 Schiffsunglücken, an denen mehr als 15 000 Menschen aus 30 Nationen beteiligt waren, dass Frauen nicht bessere, sondern schlechtere Überlebenschancen hatten als Männer. Unter den ausgewerteten Unglücken waren beim „Titanic“- und einem weiteren Untergang anteilig mehr Frauen gerettet worden als Männer, bei elf Katastrophen war es umgekehrt. Wenn der ausdrückliche Befehl jedoch gegeben worden war, stiegen die Überlebenschancen der Frauen den Forschern zufolge auch wieder.